# Mandinga (film)
Mandinga è un film del 1976 diretto da Mario Pinzauti.